# Nothocercus bonapartei
El tinamú serrano (Nothocercus bonapartei) es una especie de ave de suelo que se encuentra en bosques húmedos, típicamente a más de 1500 m de altitud.

## Taxonomía
Existen 5 subespecies:
- Nothocercus bonapartei frantzii se encuentra en las tierras altas de Costa Rica y oeste de Panamá.
- Nothocercus bonapartei bonapartei se encuentra en el noroeste de Venezuela y norte de Colombia.
- Nothocercus bonapartei discrepans se encuentra en Colombia en Tolima y el Departamento de Meta
- Nothocercus bonapartei intercedens se encuentra en el oeste de la Cordillera de los Andes de Colombia.
- Nothocercus bonapartei plumbeiceps se encuentra en los Andes, al este de Ecuador hasta el norte de Perú.

## Etimología
bonapartei proviene del latín y conmemora a Bonaparte (Charles Lucien Bonaparte).

## Descripción
Nothocercus bonapartei promedia los 38 cm de largo y pesa 925 g. Su plumaje es moteado o canela; negro en la espalda y las alas.